# Zaitzevia elongata
Zaitzevia elongata là một loài bọ cánh cứng trong họ Elmidae. Loài này được Nomura miêu tả khoa học năm 1962.